# Qory Sandioriva
Qory Sandioriva née le 17 août 1991 à Jakarta, est une mannequin indonésienne qui a remporté le titre de Puteri Indonesia en 2009. Elle représente l'Indonésie au concours de Miss Univers 2010 à Las Vegas.
Actuellement, elle est la plus jeune tenante du titre de l'histoire de Puteri Indonesia et la première femme de Aceh à remporter le titre.